# Ciudad Deportiva del Real Madrid
Die Ciudad Deportiva del Real Madrid (deutsch Sportstadt von Real Madrid) war von 1963 bis 2004 das Trainingsgelände von Real Madrid. Es befand sich im Norden der spanischen Hauptstadt Madrid am Paseo de la Castellana, im Bezirk Fuencarral-El Pardo. Auf den Gründen der Ciudad Deportiva befindet sich heute der Wolkenkratzerkomplex Cuatro Torres Business Area.

## Geschichte und Aufbau
Die Ciudad Deportiva, die auf Initiative des damaligen Präsidenten von Real Madrid Santiago Bernabéu errichtet worden war, wurde am 18. Mai 1963 offiziell eingeweiht. Auf dem 110.000 m² großen Gelände befanden sich neben Fußballplätzen und Trainingseinrichtungen für die diversen Profi- und Jugendmannschaften des Klubs auch ein größeres Wettbewerbsstadion mit einem Fassungsvermögen für rund 6.000 Zuschauer, auf dem die Zweitmannschaft des Klubs Castilla CF (1972–1990) bzw. Real Madrid B (1990–2004) ihre Heimspiele bestritt. Das Stadion verfügte darüber hinaus auch über eine Leichtathletikanlage die der bis in die 1980er Jahre existierenden Leichtathletikabteilung des Klubs als Trainingsstätte diente. Des Weiteren befanden sich auch Tennisplätze, Schwimmbecken sowie eine Eissporthalle auf dem Gelände. Am 6. Januar 1966 wurde die Basketballarena Pabellón de la Ciudad Deportiva (ab 1999 Pabellón Raimundo Saporta) eingeweiht. Die Halle mit einem Fassungsvermögen von rund 5.200 Zuschauern diente der erfolgreichen Basketballsektion von Real Madrid 25 Jahre lang als Heimstadion.
Mit der Amtsübernahme von Vereinspräsident Florentino Pérez im Jahr 2000 begannen Pläne für den Verkauf des Trainingsgeländes zur Schuldentilgung und Sanierung des Klubs Form anzunehmen. Das Gelände, das ursprünglich am Nordrand der Stadt errichtet worden war, befand sich nunmehr mitten in einem aufstrebenden Finanzviertel. Anders als in zahlreichen Medien behauptet, verkaufte der Klub die Trainingsstätte am 7. Juli 2001 jedoch nicht an die Stadt Madrid, sondern an die Privatunternehmen OHL, Repsol, Mutua Madrileña und Sacyr Vallehermoso. Der hohe Verkaufserlös von umgerechnet rund 480 Millionen Euro wurde durch eine von der Stadtverwaltung beschlossene Umwidmung des zuvor lediglich für sportliche Zwecke nutzbaren Grundes in Baugrund möglich. Im Gegenzug vermarktete die Stadt selbst etwa ein Drittel der Gründe der Ciudad Deportiva. Wegen des Verdachtes der illegalen staatlichen Förderung ermittelte schließlich auch die EU-Wettbewerbskommission, stellte die Untersuchungen allerdings im November 2004 ein, da die Regierung nachweisen konnte, dass sämtliche Käufer des Grundstücks Privatunternehmen waren.
Im Jahr 2003 begann der Abriss der Sportstätte, bis Juni 2004 diente die Ciudad Deportiva jedoch noch der Zweitmannschaft des Klubs sowie der Basketballmannschaft als Heimgrund. Die Mannschaften des Klubs trainierten übergangsweise in der Ciudad del Fútbol, einer Sportanlage des Spanischen Verbandes, bevor sie ab 2005 sukzessive in das neu errichtete vereinseigene Trainingszentrum Ciudad Real Madrid übersiedeln konnten. Auf dem ehemaligen Gelände der Ciudad Depotiva del Real Madrid wurden vier Wolkenkratzer errichtet, der Komplex trägt heute den Namen Cuatro Torres Business Area (deutsch Vier Türme Geschäftsviertel).